# Hrabstwo Sandoval
Hrabstwo Sandoval (ang. Sandoval County) – hrabstwo w stanie Nowy Meksyk w Stanach Zjednoczonych.

## Miasta
- Bernalillo

## Wioski
- Corrales
- Cuba
- Jemez Springs
- San Ysidro

## CDP
- Algodones
- Cañon
- Cochiti
- Cochiti Lake
- Jemez Pueblo
- La Cueva
- La Jara
- Peña Blanca
- Placitas
- Ponderosa
- Pueblo of Sandia Village
- Regina
- San Felipe Pueblo
- San Luis
- Santa Ana Pueblo
- Torreon
- Zia Pueblo